# Portugália az 1960. évi nyári olimpiai játékokon
Portugália az olaszországi Rómában megrendezett 1960. évi nyári olimpiai játékok egyik részt vevő nemzete volt. Az országot az olimpián 11 sportágban 65 sportoló képviselte, akik összesen 1 érmet szereztek.

## Érmesek
| Érem  | Versenyző                     | Sportág    | Versenyszám |
| ----- | ----------------------------- | ---------- | ----------- |
| Ezüst | José Manuel Quina Mário Quina | Vitorlázás | Csillaghajó |

## Atlétika
Férfi
| Versenyző          | Versenyszám    | Előfutam | Előfutam | Döntő   | Döntő    |
| Versenyző          | Versenyszám    | Idő      | Hely.    | Idő     | Helyezés |
| ------------------ | -------------- | -------- | -------- | ------- | -------- |
| Manuel de Oliveira | 5000 m         | 14:15,6  | 6.       | kiesett | kiesett  |
| Joaquim Ferreira   | 3000 m akadály | 9:30,2   | 11.      | kiesett | kiesett  |

| Versenyző           | Versenyszám   | Selejtező | Selejtező | Döntő    | Döntő    |
| Versenyző           | Versenyszám   | Eredmény  | Helyezés  | Eredmény | Helyezés |
| ------------------- | ------------- | --------- | --------- | -------- | -------- |
| Pedro de Almeida    | Távolugrás    | 710 cm    | 28.       | kiesett  | kiesett  |
| Eduardo Albuquerque | Kalapácsvetés | 54,92 m   | 28.       | kiesett  | kiesett  |

| Versenyző    | Versenyszám | 100 m | 100 m | Távolugrás | Távolugrás | Súlylökés | Súlylökés | Magasugrás | Magasugrás | 400 m            | 400 m            | 110 m gát     | 110 m gát     | Diszkoszvetés | Diszkoszvetés | Rúdugrás      | Rúdugrás      | Gerelyhajítás | Gerelyhajítás | 1500 m        | 1500 m        | Végeredmény   | Végeredmény   |
| Versenyző    | Versenyszám | Idő   | Pont  | Eredmény   | Pont       | Eredmény  | Pont      | Eredmény   | Pont       | Idő              | Pont             | Idő           | Pont          | Eredmény      | Pont          | Eredmény      | Pont          | Eredmény      | Pont          | Idő           | Pont          | Pont          | Helyezés      |
| ------------ | ----------- | ----- | ----- | ---------- | ---------- | --------- | --------- | ---------- | ---------- | ---------------- | ---------------- | ------------- | ------------- | ------------- | ------------- | ------------- | ------------- | ------------- | ------------- | ------------- | ------------- | ------------- | ------------- |
| Júlio Santos | Tízpróba    | 12,0  | 597   | 632 cm     | 592        | 10,85 m   | 488       | 165 cm     | 605        | nem állt rajthoz | nem állt rajthoz | nem ért célba | nem ért célba | nem ért célba | nem ért célba | nem ért célba | nem ért célba | nem ért célba | nem ért célba | nem ért célba | nem ért célba | nem ért célba | nem ért célba |

## Birkózás
Kötöttfogású
| Versenyző             | Versenyszám | 1. forduló                       | 1. forduló | 1. forduló | 2. forduló                           | 2. forduló | 2. forduló | 3. forduló        | 3. forduló | 3. forduló | 4. forduló        | 4. forduló | 4. forduló | 5. forduló        | 5. forduló | 5. forduló | 6. forduló        | 6. forduló | 6. forduló | Döntő             | Döntő   | Döntő   | Helyezés |
| Versenyző             | Versenyszám | Ellenfél Eredmény                | Pont       | Hely.      | Ellenfél Eredmény                    | Pont       | Hely.      | Ellenfél Eredmény | Pont       | Hely.      | Ellenfél Eredmény | Pont       | Hely.      | Ellenfél Eredmény | Pont       | Hely.      | Ellenfél Eredmény | Pont       | Hely.      | Ellenfél Eredmény | Pont    | Hely.   | Helyezés |
| --------------------- | ----------- | -------------------------------- | ---------- | ---------- | ------------------------------------ | ---------- | ---------- | ----------------- | ---------- | ---------- | ----------------- | ---------- | ---------- | ----------------- | ---------- | ---------- | ----------------- | ---------- | ---------- | ----------------- | ------- | ------- | -------- |
| Orlando Gonçalves     | 57 kg       | Edvin Vesterby (SWE) · 3-1       | 3          | =16.       | Dinko Petrov (BUL) · 3-1             | 6          | =17.       | kiesett           | kiesett    | kiesett    | kiesett           | kiesett    | kiesett    | kiesett           | kiesett    | kiesett    |                   |            |            | kiesett           | kiesett | kiesett | 17.      |
| José António Gregório | 62 kg       | Lee Allen (USA) · kétvállas      | 4          | =22.       | Hossein Ebrahimian (IRI) · kétvállas | 8          | =22.       | kiesett           | kiesett    | kiesett    | kiesett           | kiesett    | kiesett    | kiesett           | kiesett    | kiesett    | kiesett           | kiesett    | kiesett    | kiesett           | kiesett | kiesett | 22.      |
| Luís Caldas           | 79 kg       | Dimitar Dobrev (BUL) · kétvállas | 4          | =20.       | Leopold Israelsson (SWE) · kétvállas | 8          | =21.       | kiesett           | kiesett    | kiesett    | kiesett           | kiesett    | kiesett    | kiesett           | kiesett    | kiesett    | kiesett           | kiesett    | kiesett    | kiesett           | kiesett | kiesett | 21.      |

## Evezés
| Versenyző                                                                  | Versenyszám      | Előfutam | Előfutam | Vigaszág | Vigaszág | Elődöntő | Elődöntő | Döntő   | Döntő   | Helyezés    |
| Versenyző                                                                  | Versenyszám      | Idő      | Hely.    | Idő      | Hely.    | Idő      | Hely.    | Idő     | Hely.   | Helyezés    |
| -------------------------------------------------------------------------- | ---------------- | -------- | -------- | -------- | -------- | -------- | -------- | ------- | ------- | ----------- |
| Jorge Cravinho José Porto Ilídio Silva José Vieira Rui Valença (kormányos) | Kormányos négyes | 6:50,94  | 4.       | 6:57,07  | 3.       | kiesett  | kiesett  | kiesett | kiesett | helyezetlen |

## Kerékpározás

### Országúti kerékpározás
| Versenyző                                                | Versenyszám     | Idő           | Helyezés      |
| -------------------------------------------------------- | --------------- | ------------- | ------------- |
| Ramiro Martins                                           | Mezőnyverseny   | nem ért célba | nem ért célba |
| José Pacheco                                             | Mezőnyverseny   | nem ért célba | nem ért célba |
| Mário Silva                                              | Mezőnyverseny   | nem ért célba | nem ért célba |
| Francisco Valada                                         | Mezőnyverseny   | nem ért célba | nem ért célba |
| Ramiro Martins José Pacheco Mário Silva Francisco Valada | Csapat időfutam | 2:33:19,61    | 25.           |

## Lovaglás
Díjlovaglás
| Versenyző                   | Ló            | Versenyszám | Selejtező | Selejtező | Döntő   | Döntő   | Végeredmény | Végeredmény |
| Versenyző                   | Ló            | Versenyszám | Pont      | Hely.     | Pont    | Hely.   | Pont        | Helyezés    |
| --------------------------- | ------------- | ----------- | --------- | --------- | ------- | ------- | ----------- | ----------- |
| António Visconde de Mozelos | Greek Warrior | Egyéni      | 948,0     | 10.       | kiesett | kiesett | 948,0       | 10.         |
| Luís Mena e Silva           | Adonis        | Egyéni      | 775,0     | 17.       | kiesett | kiesett | 775,0       | 17.         |

Díjugratás
| Versenyző                                      | Ló                          | Versenyszám | 1. forduló | 1. forduló | 2. forduló    | 2. forduló    | Összesen    | Összesen    |
| Versenyző                                      | Ló                          | Versenyszám | Pont       | Hely.      | Pont          | Hely.         | Pont        | Helyezés    |
| ---------------------------------------------- | --------------------------- | ----------- | ---------- | ---------- | ------------- | ------------- | ----------- | ----------- |
| Henrique Callado                               | Martingil                   | Egyéni      | 16,00      | =10.       | 16,00         | =12.          | 32,00       | =11.        |
| António de Almeida                             | Palpite                     | Egyéni      | 51,50      | 45.        | nem ért célba | nem ért célba | helyezetlen | helyezetlen |
| João Lopes                                     | Rovuma II                   | Egyéni      | 40,00      | 39.        | nem ért célba | nem ért célba | helyezetlen | helyezetlen |
| Henrique Callado António de Almeida João Lopes | Martingil Palpite Rovuma II | Csapat      | 78,25      | 5.         | nem ért célba | kiesett       | helyezetlen | helyezetlen |

Lovastusa
| Versenyző                                              | Ló                                      | Versenyszám | Díjlovaglás | Díjlovaglás | Tereplovaglás | Tereplovaglás | Díjugratás | Díjugratás | Végeredmény | Végeredmény |
| Versenyző                                              | Ló                                      | Versenyszám | Bünt.       | Hely.       | Bünt.         | Hely.         | Bünt.      | Hely.      | Bünt.       | Helyezés    |
| ------------------------------------------------------ | --------------------------------------- | ----------- | ----------- | ----------- | ------------- | ------------- | ---------- | ---------- | ----------- | ----------- |
| Mário Delgado                                          | Man from Laramie                        | Egyéni      | -138,00     | 46.         | -554,40       | 41.           | -12,75     | 19.        | -705,15     | 35.         |
| Jorge Mathias                                          | Nucleo                                  | Egyéni      | -92,50      | 9.          | nem ért célba | nem ért célba | kiesett    | kiesett    | kiesett     | kiesett     |
| Ãlvaro Sabbo                                           | Quipar                                  | Egyéni      | -117,51     | 23.         | kizárták      | kizárták      | kiesett    | kiesett    | kiesett     | kiesett     |
| Joaquim Silva                                          | Heléboro                                | Egyéni      | -140,50     | =49.        | nem ért célba | nem ért célba | kiesett    | kiesett    | kiesett     | kiesett     |
| Mário Delgado Jorge Mathias Ãlvaro Sabbo Joaquim Silva | Man from Laramie Nucleo Quipar Heléboro | Csapat      | -348,01     | 8.          | nem ért célba | nem ért célba | kiesett    | kiesett    | kiesett     | kiesett     |

## Sportlövészet
Férfi
| Versenyző         | Versenyszám           | Selejtező | Selejtező | Selejtező | Döntő   | Döntő    |
| Versenyző         | Versenyszám           | Csoport   | Pont      | Helyezés  | Pont    | Helyezés |
| ----------------- | --------------------- | --------- | --------- | --------- | ------- | -------- |
| António Martins   | Gyorstüzelő pisztoly  |           |           |           | 537     | 50.      |
| Rogério Tavares   | Gyorstüzelő pisztoly  |           |           |           | 542     | 49.      |
| André Antunes     | Szabadpisztoly        | B         | 348       | 12.       | 489     | 54.      |
| António Jorge     | Szabadpisztoly        | A         | 345       | 17.       | 522     | 36.      |
| César Batista     | Sportpuska, fekvő     | A         | 378       | 30.       | kiesett | =57.     |
| Albino da Silva   | Sportpuska, fekvő     | B         | 375       | 35.       | kiesett | =71.     |
| Manoel da Silva   | Sportpuska, összetett | A         | 508       | 32.       | kiesett | 64.      |
| António Tavares   | Sportpuska, összetett | B         | 525       | 29.       | kiesett | =57.     |
| Guy de Valle Flor | Trap                  |           | 85        | =33.      | 180     | =15.     |

## Súlyemelés
| Versenyző    | Versenyszám | Nyomás   | Nyomás   | Szakítás | Szakítás | Lökés    | Lökés    | Összesen | Helyezés |
| Versenyző    | Versenyszám | Eredmény | Helyezés | Eredmény | Helyezés | Eredmény | Helyezés | Összesen | Helyezés |
| ------------ | ----------- | -------- | -------- | -------- | -------- | -------- | -------- | -------- | -------- |
| Luís Paquete | 56 kg       | 75,0     | 21.      | 70,0     | 22.      | 100,0    | 19.      | 245,0    | 19.      |

## Torna
Férfi
| Versenyző             | Versenyszám      | Selejtező | Selejtező | Döntő    | Döntő    |
| Versenyző             | Versenyszám      | Pontszám  | Helyezés  | Pontszám | Helyezés |
| --------------------- | ---------------- | --------- | --------- | -------- | -------- |
| Hermenegildo Candeias | Talaj            | 16,55     | =111.     | kiesett  | kiesett  |
| Hermenegildo Candeias | Ugrás            | 8,75      | 129.      | kiesett  | kiesett  |
| Hermenegildo Candeias | Korlát           | 15,30     | =116.     | kiesett  | kiesett  |
| Hermenegildo Candeias | Nyújtó           | 15,20     | 114.      | kiesett  | kiesett  |
| Hermenegildo Candeias | Gyűrű            | 16,20     | 116.      | kiesett  | kiesett  |
| Hermenegildo Candeias | Lólengés         | 15,65     | 106.      | kiesett  | kiesett  |
| Hermenegildo Candeias | Egyéni összetett |           |           | 87,65    | 120.     |

Női
| Versenyző          | Versenyszám      | Selejtező | Selejtező | Döntő    | Döntő    |
| Versenyző          | Versenyszám      | Pontszám  | Helyezés  | Pontszám | Helyezés |
| ------------------ | ---------------- | --------- | --------- | -------- | -------- |
| Dália da Cunha     | Talaj            | 15,500    | 110.      | kiesett  | kiesett  |
| Dália da Cunha     | Ugrás            | 16,166    | 91.       | kiesett  | kiesett  |
| Dália da Cunha     | Felemás korlát   | 12,933    | 115.      | kiesett  | kiesett  |
| Dália da Cunha     | Gerenda          | 14,566    | 110.      | kiesett  | kiesett  |
| Dália da Cunha     | Egyéni összetett |           |           | 59,165   | 109.     |
| Esbela da Fonseca  | Talaj            | 15,066    | 112.      | kiesett  | kiesett  |
| Esbela da Fonseca  | Ugrás            | 15,866    | =101.     | kiesett  | kiesett  |
| Esbela da Fonseca  | Felemás korlát   | 10,733    | 120.      | kiesett  | kiesett  |
| Esbela da Fonseca  | Gerenda          | 13,766    | 117.      | kiesett  | kiesett  |
| Esbela da Fonseca  | Egyéni összetett |           |           | 55,431   | 116.     |
| Maria Helena Cunha | Talaj            | 15,766    | =105.     | kiesett  | kiesett  |
| Maria Helena Cunha | Ugrás            | 13,866    | 119.      | kiesett  | kiesett  |
| Maria Helena Cunha | Felemás korlát   | 9,099     | 122.      | kiesett  | kiesett  |
| Maria Helena Cunha | Gerenda          | 14,432    | =113.     | kiesett  | kiesett  |
| Maria Helena Cunha | Egyéni összetett |           |           | 53,163   | 119.     |

## Úszás
Férfi
| Versenyző                                                        | Versenyszám            | Előfutam | Előfutam | Előfutam | Elődöntő | Elődöntő | Elődöntő | Döntő   | Döntő    |
| Versenyző                                                        | Versenyszám            | Idő      | Hely.    | Össz.    | Idő      | Hely.    | Össz.    | Idő     | Helyezés |
| ---------------------------------------------------------------- | ---------------------- | -------- | -------- | -------- | -------- | -------- | -------- | ------- | -------- |
| Herlander Ribeiro                                                | 100 m gyors            | 1:00,2   | 5.       | 37.*     | kiesett  | kiesett  | kiesett  | kiesett | kiesett  |
| Eduardo de Sousa                                                 | 400 m gyors            | 4:51,6   | 7.       | 32.      |          |          |          | kiesett | kiesett  |
| Eduardo de Sousa                                                 | 1500 m gyors           | 19:40,1  | 5.       | 25.      |          |          |          | kiesett | kiesett  |
| Raúl Cerqueira                                                   | 100 m hát              | 1:06,7   | 7.       | 27.      | kiesett  | kiesett  | kiesett  | kiesett | kiesett  |
| Luís Vaz Jorge                                                   | 200 m pillangó         | 2:28,9   | 5.       | 23.      | kiesett  | kiesett  | kiesett  | kiesett | kiesett  |
| Raúl Cerqueira Eduardo de Sousa Luís Vaz Jorge Herlander Ribeiro | 4 × 100 m vegyes váltó | 4:39,9   | 6.       | 18.      |          |          |          | kiesett | kiesett  |

Női
| Versenyző     | Versenyszám | Előfutam | Előfutam | Előfutam | Döntő   | Döntő    |
| Versenyző     | Versenyszám | Idő      | Hely.    | Össz.    | Idő     | Helyezés |
| ------------- | ----------- | -------- | -------- | -------- | ------- | -------- |
| Regina Veloso | 200 m mell  | 3:13,3   | 7.       | 29.      | kiesett | kiesett  |

* - egy másik versenyzővel azonos időt ért el

## Vitorlázás
Nyílt
| Versenyző                                                          | Versenyszám     | Futam | Futam | Futam | Futam | Futam | Futam | Futam | Pontszám | Helyezés |
| Versenyző                                                          | Versenyszám     | 1     | 2     | 3     | 4     | 5     | 6     | 7     | Pontszám | Helyezés |
| ------------------------------------------------------------------ | --------------- | ----- | ----- | ----- | ----- | ----- | ----- | ----- | -------- | -------- |
| Hélder d'Oliveira                                                  | Finn dingi      | 604   | 645   | 742   | (183) | 499   | 499   | 499   | 3488     | 15.      |
| José Manuel Quina Mário Quina                                      | Csillaghajó     | 1039  | 1039  | (613) | 1215  | 817   | 1516  | 1039  | 6665     |          |
| Carlos Braga Gabriel Lopes                                         | Repülő hollandi | 194   | 194   | 250   | 177   | 194   | 270   | (161) | 1279     | 27.      |
| Duarte de Almeida Bello Fernando Pinto Coelho Bello Júlio Gourinho | 5,5 méteres     | (101) | 204   | 204   | 778   | 204   | 176   | 101   | 1667     | 16.      |
| Joaquim Basto Carlos Ferreira Gonçalo Mello                        | Sárkányhajó     | (302) | 491   | 532   | 1055  | 386   | 532   | 1055  | 4051     | 9.       |

## Vívás
Férfi
| Versenyző                                                                          | Versenyszám       | Csoportkör | Csoportkör       | Csoportkör | Csoportkör | Csoportkör        | Csoportkör  | Csoportkör        | Csoportkör | Csoportkör        | Csoportkör | Helyezés    |
| Versenyző                                                                          | Versenyszám       | 1. kör | 1. kör           | 2. kör | 2. kör     | Negyeddöntő       | Negyeddöntő | Elődöntő          | Elődöntő   | Döntő             | Döntő      | Helyezés    |
| Versenyző                                                                          | Versenyszám       | Ellenfél Eredmény | Hely.            | Ellenfél Eredmény | Hely.      | Ellenfél Eredmény | Hely.       | Ellenfél Eredmény | Hely.      | Ellenfél Eredmény | Hely.      | Helyezés    |
| ---------------------------------------------------------------------------------- | ----------------- | --- | ---------------- | --- | ---------- | ----------------- | ----------- | ----------------- | ---------- | ----------------- | ---------- | ----------- |
| Manuel Borrego                                                                     | Tőr, egyéni       | 11. csoport · Ivan Lund (AUS) · 5-3 · Jurij Sziszikin (URS) · 1-5 · Raúl Cicero (MEX) · 4-5 · Jean-Claude Magnan (FRA) · nem vívtak · Mohamed Gamil El-Kalyoubi (RAU) · nem vívtak · Tabucsi Kazuhiko (JPN) · nem vívtak | 4.               | kiesett | kiesett    | kiesett           | kiesett     | kiesett           | kiesett    | kiesett           | kiesett    | helyezetlen |
| Pedro Marçal                                                                       | Tőr, egyéni       | 2. csoport · Moustafa Soheim (RAU) · 5-4 · Christian d’Oriola (FRA) · 1-5 · Tim Gerresheim (EUA) · 0-5 · Ralph Cooperman (GBR) · 1-5 · Freddy Quintero (VEN) · 1-5 · Michael Sichel (AUS) · 0-5                          | 7.               | kiesett | kiesett    | kiesett           | kiesett     | kiesett           | kiesett    | kiesett           | kiesett    | helyezetlen |
| Orlando Azinhais                                                                   | Tőr, egyéni       | 1. csoport · Joseph Paletta Jr. (USA) · 5-4 · Funamizu Micujuki (JPN) · 0-5 · Mark Midler (URS) · 2-5 · Michel Steininger (SUI) · 0-5 · Ahmed El-Husseini (RAU) · 0-5                                                    | 6.               | kiesett | kiesett    | kiesett           | kiesett     | kiesett           | kiesett    | kiesett           | kiesett    | helyezetlen |
| Orlando Azinhais                                                                   | Kard, egyéni      | 1. csoport · Claude Arabo (FRA) · 2-5 · Wilfried Wöhler (EUA) · 0-5 · Asen Dyakovski (BUL) · 1-5 · Augusto Gutiérrez (VEN) · nem vívtak · Jean Khayat (TUN) · nem vívtak                                                 | 5.               | kiesett | kiesett    | kiesett           | kiesett     | kiesett           | kiesett    | kiesett           | kiesett    | helyezetlen |
| António Marquilhas                                                                 | Kard, egyéni      | 6. csoport · Horváth Zoltán (HUN) · 3-5 · Jacques Roulot (FRA) · 1-5 · Daniel Sande (ARG) · 2-5 · Ramón Martínez (ESP) · nem vívtak · Sonosuke Fujimaki (JPN) · nem vívtak                                               | 5.               | kiesett | kiesett    | kiesett           | kiesett     | kiesett           | kiesett    | kiesett           | kiesett    | helyezetlen |
| Joaquim Rodrigues                                                                  | Kard, egyéni      | 10. csoport · Marcel Van Der Auwera (BEL) · 5-3 · Keith Hackshall (AUS) · 5-4 · Kárpáti Rudolf (HUN) · 2-5 · Helmuth Resch (AUT) · 1-5 · Rájátszás: · Helmuth Resch (AUT) · 1-5 · Marcel Van Der Auwera (BEL) · 1-5      | 4. Rájátszás: 3. | kiesett | kiesett    | kiesett           | kiesett     | kiesett           | kiesett    | kiesett           | kiesett    | helyezetlen |
| José de Albuquerque                                                                | Párbajtőr, egyéni | 10. csoport · Tsugeo Ozawa (JPN) · 5-0 · Adalbert Gurath Jr. (ROU) · 3-5 · Eddi Gutenkauf (LUX) · 1-5 · Wiesław Glos (POL) · 1-5 · James Margolis (USA) · 3-5 · Norbert Brami (TUN) · 3-5                                | 6.               | kiesett | kiesett    | kiesett           | kiesett     | kiesett           | kiesett    | kiesett           | kiesett    | helyezetlen |
| José Fernandes                                                                     | Párbajtőr, egyéni | 8. csoport · Georg Neuber (EUA) · 5-2 · Max Dwinger (NED) · 5-2 · Sonosuke Fujimaki (JPN) · 5-3 · Henri Bini (MON) · 5-1 · Arnold Csarnusevics (URS) · 1-5                                                               | 2.               | 4. csoport · Arnold Csarnusevics (URS) · 1-5 · Gábor Tamás (HUN) · 6-7 · Yves Dreyfus (FRA) · 2-5 · Rolf Wiik (FIN) · 3-5 · Berndt-Otto Rehbinder (SWE) · nem vívtak | 6.         | kiesett           | kiesett     | kiesett           | kiesett    | kiesett           | kiesett    | helyezetlen |
| José Ferreira                                                                      | Párbajtőr, egyéni | 2. csoport · Kaj Czarnecki (FIN) · 5-3 · Hans Lagerwall (SWE) · 5-4 · Trần Văn Xuan (VIE) · 5-2 · Sákovics József (HUN) · 4-5 · Roger Achten (BEL) · 4-5                                                                 | 3.               | 1. csoport · Giovanni Battista Breda (ITA) · 5-3 · Georg Neuber (EUA) · 4-5 · Jacques Guittet (FRA) · 1-5 · Allan Jay (GBR) · 1-5 · David Micahnik (USA) · 5-6       | 5.         | kiesett           | kiesett     | kiesett           | kiesett    | kiesett           | kiesett    | helyezetlen |
| Manuel Borrego José de Albuquerque José Fernandes José Ferreira                    | Párbajtőr, csapat | 1. csoport · Olaszország (ITA) · 7-9 · Egyesült Államok (USA) · 6-10 | 3.               | kiesett |            | kiesett           |             | kiesett           |            | kiesett           |            | helyezetlen |
| Orlando Azinhais José Fernandes José Ferreira António Marquilhas Joaquim Rodrigues | Kard, csapat      | 4. csoport · Olaszország (ITA) · 2-9 · Románia (ROU) · 8-8 | 3.               | kiesett |            | kiesett           |             | kiesett           |            | kiesett           |            | =13.        |

Női
| Versenyző     | Versenyszám | Csoportkör | Csoportkör | Csoportkör        | Csoportkör  | Csoportkör        | Csoportkör | Csoportkör        | Csoportkör | Helyezés    |
| Versenyző     | Versenyszám | 1. kör | 1. kör     | Negyeddöntő       | Negyeddöntő | Elődöntő          | Elődöntő   | Döntő             | Döntő      | Helyezés    |
| Versenyző     | Versenyszám | Ellenfél Eredmény | Hely.      | Ellenfél Eredmény | Hely.       | Ellenfél Eredmény | Hely.      | Ellenfél Eredmény | Hely.      | Helyezés    |
| ------------- | ----------- | --- | ---------- | ----------------- | ----------- | ----------------- | ---------- | ----------------- | ---------- | ----------- |
| Maria Nápoles | Tőr, egyéni | 1. csoport · Rejtő Ildikó (HUN) · 3-4 · Heidi Schmid (EUA) · 0-4 · Jacqueline Appart (BEL) · 1-4 · Colette Flesch (LUX) · 2-4 · Carmen Vall (ESP) · nem vívtak | =5.        | kiesett           | kiesett     | kiesett           | kiesett    | kiesett           | kiesett    | helyezetlen |